# Candilichera
Candilichera – gmina w Hiszpanii, w prowincji Soria, w Kastylii i León, o powierzchni 44,83 km². W 2011 roku gmina liczyła 136 mieszkańców.